# Девять жизней Нестора Махно
«Де́вять жи́зней Не́стора Махно́» — российский многосерийный телевизионный исторический фильм режиссёра Николая Каптана.
Производство: Кинокомпания «ДомФильм» при участии Киностудии «Еврофильм-сервис». Телефильм состоит из 12 серий. Премьера состоялась 6 июля 2007 года на Первом канале. Фильм снят по одноимённому роману Игоря Болгарина и Виктора Смирнова.
Съёмки проходили в Переяславе-Хмельницком, Белой Церкви, с. Малополовецкое (сцены сражений и конных налётов), Каменце-Подольском (сцены Екатеринослава), Бершади, Гайвороне, Днепропетровске, Париже и Киеве — сцены жизни Махно в эмиграции).

## Сюжет
Фильм повествует о жизни Нестора Махно и его «Революционной повстанческой армии». Подробно описываются основные вехи биографии революционера-анархиста: вступление в группу боевиков-экспроприаторов в период Первой русской революции, арест, «тюремные университеты», из которых он вышел после амнистии 1917 года уже сформировавшимся революционером. Его первые шаги по организации коммун в Гуляйпольском районе, формирование повстанческих отрядов, из которых выросла Махновская армия, оказавшая влияние на ряд событий гражданской войны. Разгром, эмиграция и постепенное угасание на чужбине Франции.

## В ролях
- Павел Деревянко — Нестор Махно
- Ада Роговцева — Евдокия Матвеевна, мать Нестора
- Лидия Оболенская — первая жена Нестора Анастасия Васецкая
- Анна Слю — вторая жена Нестора Галина Кузьменко
- Даниил Белых — Федос Щусь, соратник Махно
- Олег Примогенов — Лев Задов
- Александра Половинская — дочь Махно, Люси
- Анна Уколова — Маруся Никифорова
- Игорь Старосельцев — Ленин
- Арсений Ковальский — Свердлов
- Евгений Князев — Лев Троцкий
- Сергей Романюк — пан Данилевский Иван Казимирович
- Наталия Солдатова — Винцента, дочь Данилевского
- Кирилл Плетнёв — Владислав, сын Данилевского
- Игорь Гнездилов — Тимофей Лашкевич
- Леся Самаева — Мария
- Вячеслав Василюк — Савва Махно
- Константин Косишин — Григорий Махно
- Александр Кобзарь — Емельян Махно
- Виктор Андриенко — Мейбл
- Владимир Голосняк — генерал Слащёв
- Анатолий Гнатюк — генерал Шкуро
- Алексей Вертинский — генерал Врангель
- Александр Безсмертный — генерал Деникин
- Валерий Шептекита — Кропоткин
- Сергей Гаврилюк — Дыбенко
- Станислав Боклан — Антонов-Овсеенко
- Николай Боклан — Демьян Захарович
- Людмила Смородина — Александра Коллонтай
- Валерий Шалыга — Фрунзе
- Фёдор Ольховский — Каменев
- Сергей Кучеренко — атаман Григорьев
- Игорь Славинский — Пётр Аршинов
- Сергей Бойко — Павел Глыба
- Владимир Кузнецов — Степан Трунов
- Сергей Сипливый — Исаак Матвеевич Шомпер
- Анатолий Помилуйко — отец Дмитрий, сельский батюшка
- Григорий Боковенко — Гнат Пасько
- Максим Браматкин — «Мандолина» (Роман Савельевич Кущ)
- Николай Олейник — дед Правда, старый анархист
- Сергей Стрельников — белогвардеец
- Владимир Андреев — Фома Кожин
- Виктор Сарайкин — Суховерхий, генерал-хорунжий броневых сил Украинской народной республики
- Александр Кочубей — Павло Тимошенко, артиллерист
- Леонид Марченко — прокурор
- Олег Треповский — Кирилл Игнатьевич, следователь (затем — прокурор Екатеринославской губернии)
- Валерий Легин — Виктор Черныш (прототип — Виктор Белаш)
- Николай Бутковский — комендант Екатеринослава
- Андрей Маслов-Лисичкин — Сашко Кляйн
- Василий Ивашина — Трохим Бойко
- Александр Жуковин — Каретников
- Владимир Заднепровский — Лейба, глава еврейской колонии в Гуляйполе
- Владимир Башкиров — Юрко Черниговский
- Александр Игнатуша — таксист в Париже

## Съёмочная группа
- Авторы сценария: Игорь Болгарин и Виктор Смирнов
- Режиссёр-постановщик: Николай Каптан
- Композиторы: Павел Крахмалёв, Игорь Мельничук
- Продюсер: Владимир Досталь
- Исполнительные продюсеры: Феликс Клейман и Виктор Приходько